# Dicasterie voor de Bisschoppen
Het Dicasterie voor de Bisschoppen is een orgaan van de Romeinse Curie.
Het dicasterie werd ingesteld op 5 juni 2022 bij de inwerkingtreding van de apostolische constitutie Praedicate Evangelium. De op dezelfde datum opgeheven Congregatie voor de Bisschoppen werd in dit dicasterie geïncorporeerd. De Pauselijke Commissie voor Latijns-Amerika valt ook onder de verantwoordelijkheid van dit dicasterie.
Tot het aandachtsgebied van het dicasterie behoren de benoeming van bisschoppen (behalve voor die gebieden die vallen onder het dicasterie voor de Evangelisatie) en de organisatie van synodes. Ook het oprichten, herinrichten en splitsen van bisdommen staat onder haar bevoegdheid. Zij staat verder ook nog in voor de relatie met de bisschoppenconferenties en coördineert de vijfjaarlijkse ad limina bezoeken.
Het prefectschap van het dicasterie is sinds 8 mei 2025 met de verkiezing van Robert Prevost tot paus Leo XIV vacant.